# Águia-real
A águia-real   (Aquila chrysaetos) é uma ave de rapina europeia, de hábitos diurnos, da família Accipitridae. Habita em grande parte do Hemisfério Norte: Europa, Ásia, Norte da África e grande parte da América do Norte.

## Características
- Comprimento: 66 a 102 cm
- Envergadura de asas: 187–234 cm
- Peso: 2,8 a 6.7 kg[5][6].

Como em todas as aves de rapina, as fêmeas são ligeiramente maiores que os machos.

## Alimentação
Alimenta-se de tarântulas, morcegos, axolotes, salamandras, pássaros, coelhos, ratos, toupeiras, répteis, lebres, cervos e em falcoaria chega a caçar raposas.

## Reprodução

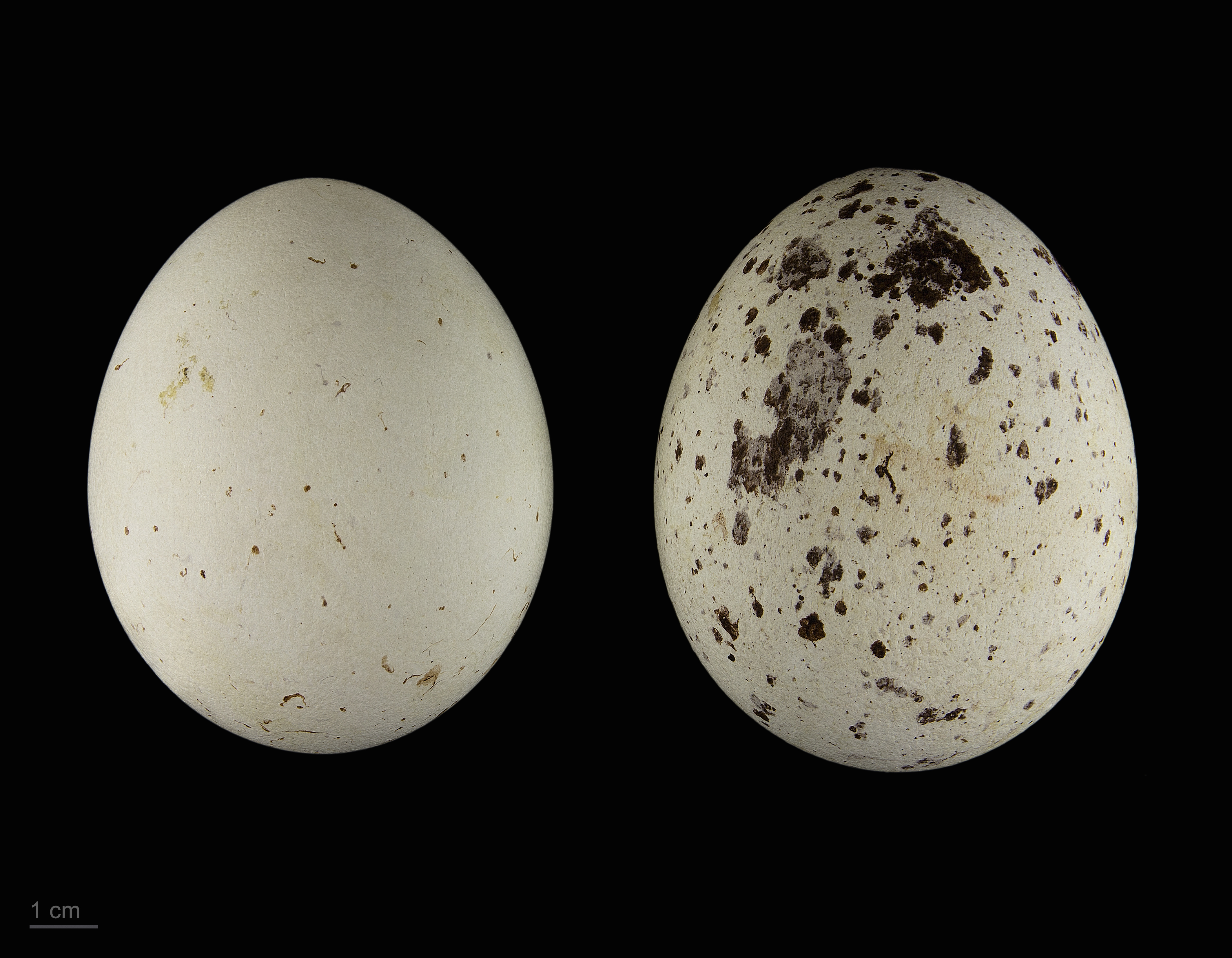
Aquila chrysaetos - MHNT

A época de reprodução inicia-se em meados de janeiro e prolonga-se até maio-setembro, podendo variar de acordo com a zona geográfica. Cada casal pode ter até 10 ninhos, mas só 2-3 são usados em rotação. Alguns casais usam o mesmo ninho cada ano, enquanto outros alternam os anos. O mesmo ninho pode ser utilizado por gerações. O ninho é normalmente construído num precipício alto. Entretanto, podem ser utilizadas árvores quando não há precipícios disponíveis. O local de nidificação preferido é onde a presa pode ser avistada facilmente. O ninho pode atingir dimensões enormes, se o local o permitir. Alguns ninhos de precipício medem 2,5 a 3 m de diâmetro por 1 a 1,20 m de espessura. O ninho é volumoso e composto de varas, ramos, raízes, ervas daninhas e mato. A fêmea é responsável pela maior parte do período de incubação, embora o macho ajude frequentemente. A postura pode ser de 1-4 ovos; no entanto, é mais comum ser de dois ovos. A cor dos ovos é branco sujo, com manchas castanhas ou castanho-avermelhadas. A incubação dura 35-45 dias. As crias que nascem primeiro são mais fortes e, frequentemente, matam os irmãos menores e mais fracos, sem que os pais interfiram. O filhote é dependente dos pais durante 30 dias ou mais.

## Comportamento

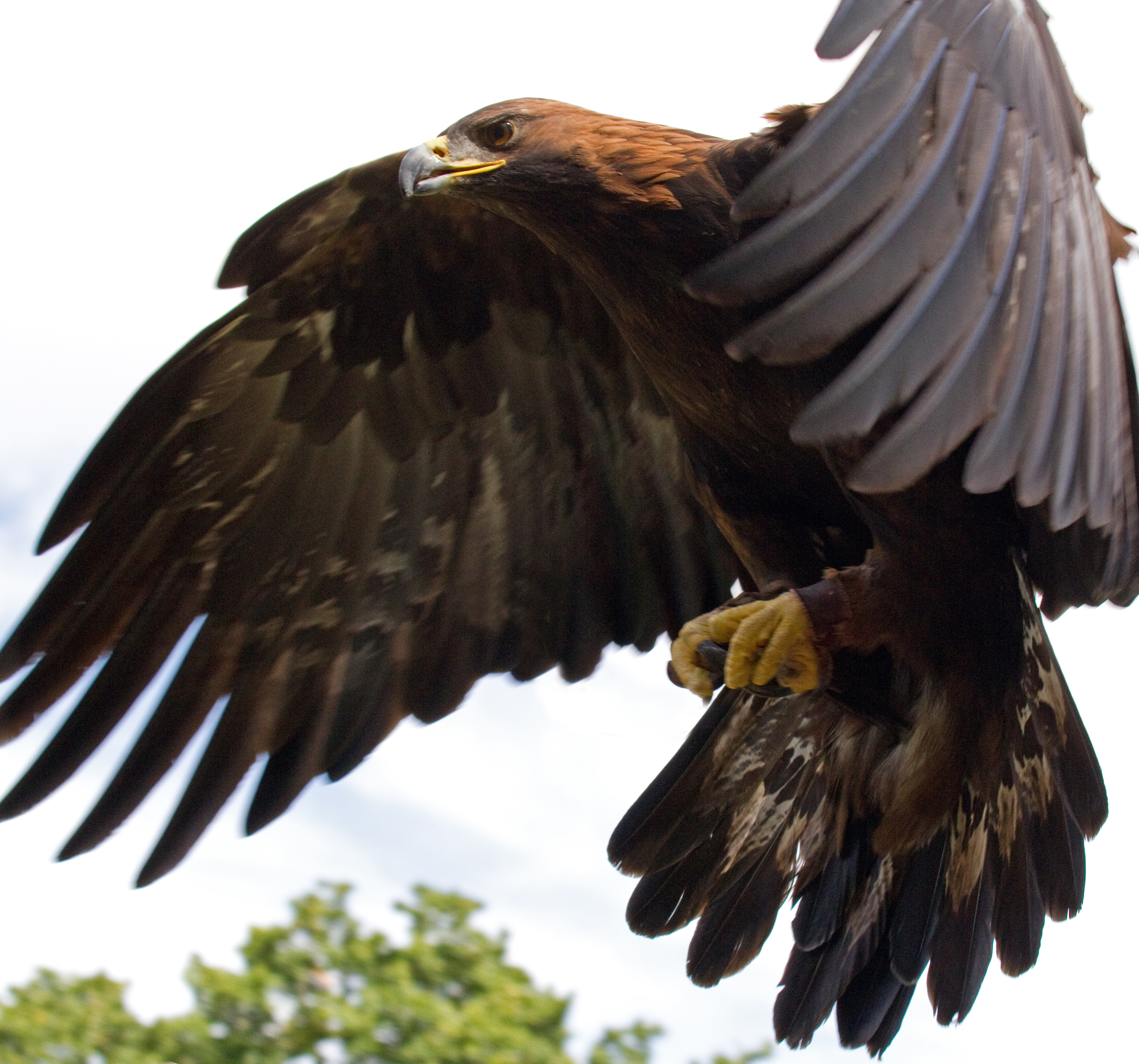
Uma águia real em voo.

Formam casais, e um casal precisa de até 55 km de território para caçar. A velocidade comum durante o voo é de 45 a 50 km/h; foram registados mergulhos que variam de 240 km/h a 320 km/h para capturar a presa. No Alasca e no Canadá, os exemplares de águia-real viajam, na maioria, para sul no outono, quando a comida começa a faltar no norte. Mas nem todos migram; alguns vivem no Alasca, no Canadá meridional e no norte dos EUA.

## Habitat
Ocorre na  Eurásia, no Norte de África e na América do Norte.
A área de procriação na América do Norte inclui o México norte-central, a zona ocidental dos Estados Unidos – Dakota do Sul, Dakota do Norte, Kansas e Texas –, o Alasca e o norte do Canadá. Durante o inverno, avistam-se exemplares no Alasca meridional e no Canadá e no oeste dos Estados Unidos e do México. São vistos alguns no estado do Minnesota todos os outonos durante a migração e ocasionalmente no rio Mississippi durante o inverno.
A águia-real é protegida pelo governo dos Estados Unidos e considerada ameaçada de extinção. A caça, a eliminação de presas por alteração do habitat natural e o envenenamento por mercúrio são os fatores principais que limitam as populações desta ave. A águia-real abandona o ninho, mesmo durante a incubação, se for perturbada.

### Em Portugal
Em Portugal, nidifica no Parque Nacional Peneda-Gerês e nos troços internacionais dos rios Douro e Tejo e respetivos afluentes.
Em 2020 estima-se a existência de 65 casais confirmados e seis casais possíveis de águia-real em Portugal, sendo nos distritos de Bragança e da Guarda que se encontra a grande maioria da população com 44 a 50 casais.

## Subespécies
Existem 5 subespécies de águias-reais:
- Aquila chrysaetos canadensis
- Aquila chrysaetos chrysaetos
- Aquila chrysaetos daphanea
- Aquila chrysaetos homeyeri – subespécie presente na Península Ibérica
- Aquila chrysaetos japonica – subespécie inglesa

## Galeria de imagens

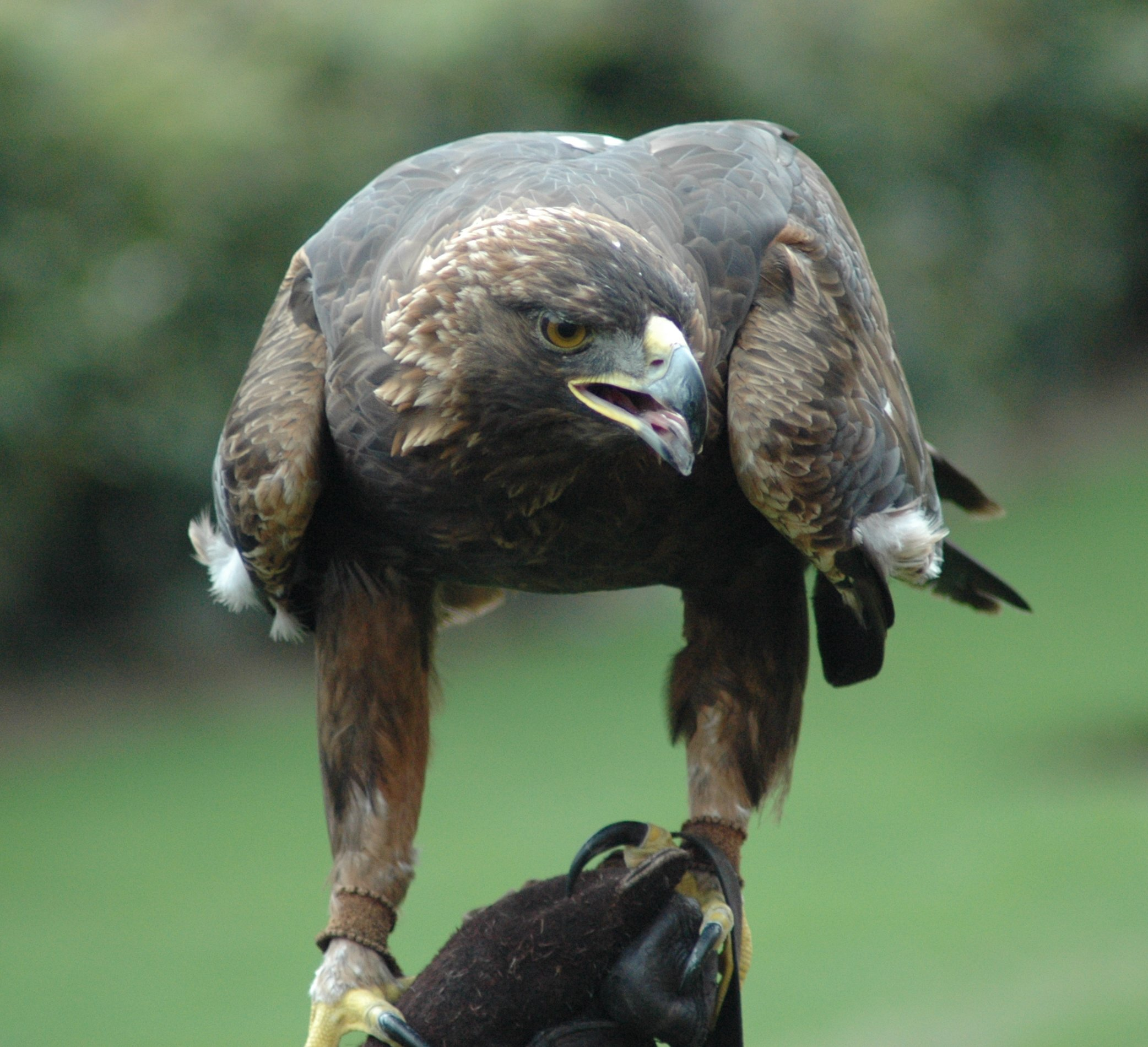
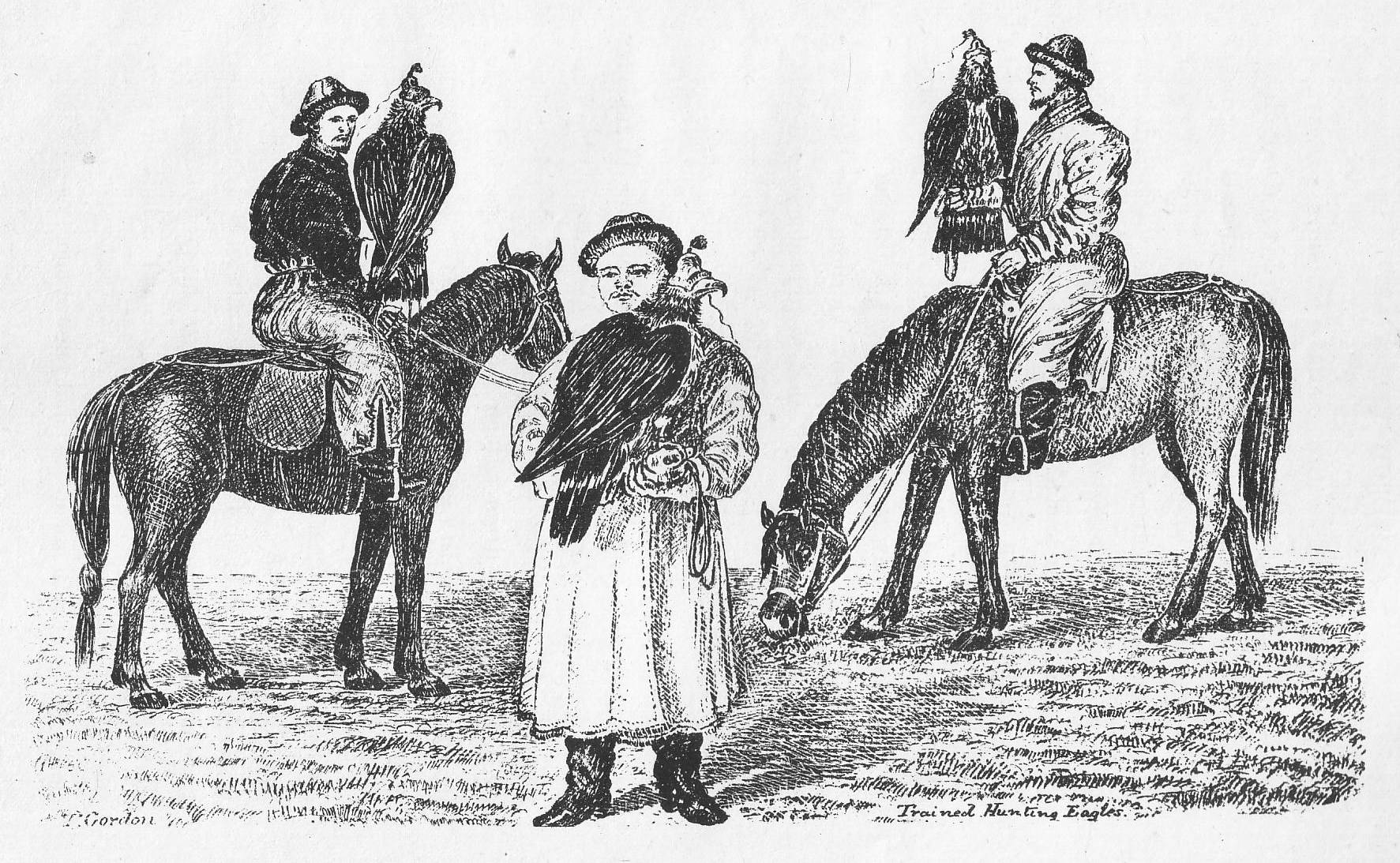
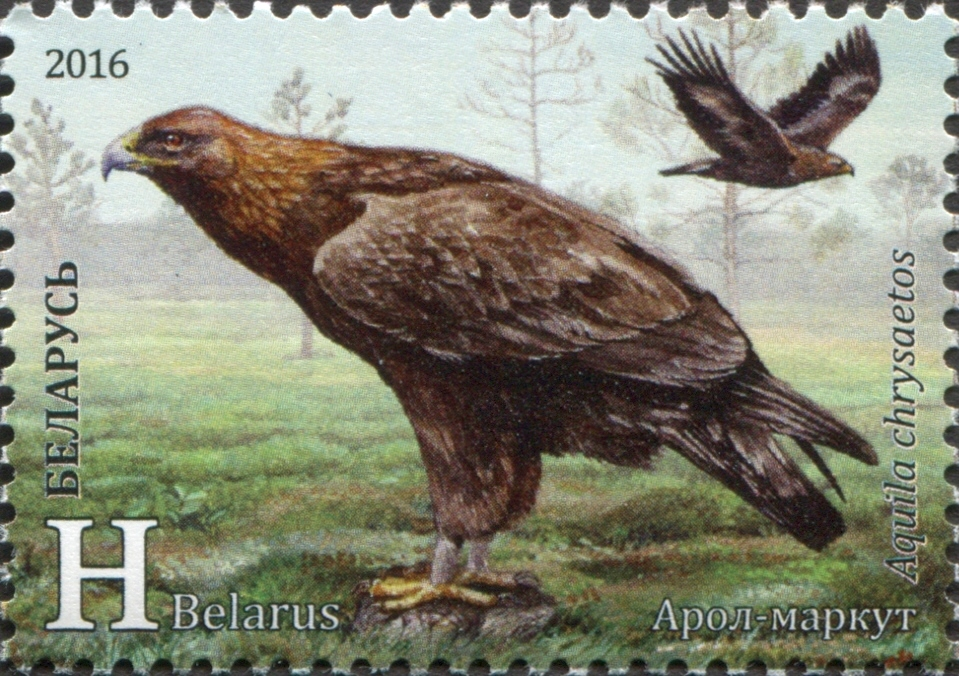